# 丸岡家住宅
丸岡家住宅（まるおかけじゅうたく）は、三重県伊勢市にある歴史的建造物（民家）。国の登録有形文化財に登録されている。旧御師丸岡宗大夫（そうだゆう）邸とも呼ばれる。

## 概要
伊勢市の市街地、宮町にある烏帽子世古通り沿いに位置する。伊勢神宮の参詣者の為に祈祷、案内をし、参拝・宿泊などの世話をする神職である御師の屋敷としては唯一現存する御師邸である。2015年（平成27年）に主屋と長屋門及び築地塀が登録有形文化財に登録されている。

### 建築
1866年（慶応2年）の建築。木造平屋建て、切妻造、桟瓦葺き。門は長屋門で、冠木を受ける太い柱間に八双金物、饅頭金物のある2枚の扉が開き、本柱の一方に潜り戸がついている。門の南側は築地塀がある。

## 歴史
1602年（慶長7年）、3代目久貞の時に越前国八日市から現在の地に転宅し、その後敷地を買い増し、最終的には310坪の屋敷となった。明暦年中の大火等の被災を受け、現在の建物は、1866年（慶応2年）に門、台所、住居を立て替え、土蔵等を修復したものである。
丸岡宗大夫は、大阪や信州に約8000軒の檀家を持つ、中規模程度の御師だった。
江戸時代まで隆盛をきたしていた御師制度は、1871年（明治4年）7月に廃止され、多くの御師は広大な邸宅を利用して旅館等の店を開いたり、鍛冶屋、質屋などになったが、成功した御師は少なかった。それまで宇治と山田で850軒ほどあった建物はほとんど無くなり、その中で唯一残っているのが丸岡家住宅である。

## 現在
郷土史家らでつくるNPO法人旧御師丸岡宗大夫邸保存再生会議がパンフレットを作成したり、保存活動や古文書調査ワークショップ等を実施している。イベントに合わせて邸内が公開されることもある。
2016年（平成28年）6月11日に放送されたNHK総合のテレビ番組『ブラタモリ』では、タモリ、近江友里恵らが丸岡家を訪れ、江戸時代の丸岡家で行われた「御師のおもてなし」について説明を受けた。